# Zdrowie środowiskowe
Zdrowie środowiskowe − według WHO to dziedzina zdrowia publicznego zajmująca się aspektami zdrowia człowieka, które są determinowane przez czynniki biologiczne, chemiczne, fizyczne oraz teorią i praktyką z zakresu oceny, eliminacji i zapobiegania obecności w środowisku tych czynników, które mogą negatywnie wpływać na zdrowie ludzi.
Zdrowie środowiskowe stanowi kierunek studiów pierwszego i drugiego stopnia na Gdańskim Uniwersytecie Medycznym.